# Confrontos entre Grêmio e São Paulo no futebol
O Grêmio e o São Paulo são dois clubes que disputam um dos maiores clássicos interestaduais (Rio Grande do Sul versus São Paulo) e do futebol brasileiro na atualidade. É um clássico de grande rivalidade esportiva entre os dois clubes, levando em conta, o equilíbrio durante os jogos.

## História
Grêmio e São Paulo possuem grande rivalidade, acirrada por diversos confrontos ao longo dos anos. O mais importante encontro se deu na decisão do Campeonato Brasileiro de 1981, com o Grêmio sagrando-se campeão após duas vitórias. No ano seguinte, ocorreram dois empates pela Copa Libertadores.
Na Copa do Brasil de 1990, o São Paulo eliminou o Grêmio após dois empates. Na semifinal do Brasileirão de 1990, novamente o São Paulo tirou o Grêmio. Na Copa Conmebol de 1994, o São Paulo eliminou o Grêmio nos pênaltis. Após esses três reveses, a vingança gaúcha viria na Copa do Brasil de 1995. Em 1998, entretanto, o São Paulo voltou a tirar o Grêmio da Copa do Brasil. 
No Brasileirão de 1999, o São Paulo goleou em pleno Olímpico Monumental: 4 a 0. Na Copa do Brasil de 2001, o Grêmio eliminou o São Paulo com duas vitórias e na Copa Sul-Americana de 2003, o São Paulo repetiu os 4 a 0 em Porto Alegre.
Nas oitavas de final da Copa Libertadores da América de 2007, São Paulo e Grêmio fizeram um confronto eletrizante. Após perder por 1 a 0 no Morumbi, o Grêmio conseguiu vencer no Olímpico por 2 a 0, obtendo assim a classificação.
Ao todo, os dois clubes já se enfrentaram 97 vezes, com 37 vitórias do São Paulo, 28 empates e 32 triunfos do Grêmio, 123 gols do São Paulo e 107 gols do Grêmio. Já houve partidas entre Grêmio e São Paulo em 8 estados brasileiros (São Paulo, Rio Grande do Sul, Santa Catarina, Minas Gerais, Distrito Federal, Amazonas, Mato Grosso do Sul e Rio Grande do Norte).

## Confrontos eliminatórios
Finais
- Em 1981, o Grêmio venceu o São Paulo na final do Campeonato Brasileiro.

Mata-matas em competições da CBF
- Em 1990, o São Paulo eliminou o Grêmio nas oitavas de final da Copa do Brasil.
- Em 1990, o São Paulo eliminou o Grêmio na semifinal do Campeonato Brasileiro.
- Em 1995, o Grêmio eliminou o São Paulo nas quartas de final da Copa do Brasil.
- Em 1998, o São Paulo eliminou o Grêmio nas oitavas de final da Copa do Brasil.
- Em 2001, o Grêmio eliminou o São Paulo nas quartas de final da Copa do Brasil.
- Em 2020, o Grêmio eliminou o São Paulo na semifinal da Copa do Brasil.

Em competições da Conmebol
- Em 1993, o São Paulo eliminou o Grêmio nas quartas de final da Supercopa.
- Em 1994, o São Paulo eliminou o Grêmio nas oitavas de final da Copa Conmebol.
- Em 1996, o São Paulo eliminou o Grêmio na semifinal da Copa Ouro
- Em 2007, o Grêmio eliminou o São Paulo nas oitavas de final da Copa Libertadores da América.

## Maiores goleadas
Essas são as maiores goleadas aplicadas por cada lado:
a favor do Grêmio
Brasileirão de 1983
| 17 de abril de 1983 | Grêmio                            | 5 – 1 | São Paulo | Estádio Olímpico, Porto Alegre, RS |
|                     | Tita (2), Renato , Caio e Tarciso |       | Careca    | Árbitro: Luis Carlos Félix (RJ)    |

a favor do São Paulo
Brasileirão de 1999
| 4 de setembro de 1999 | Grêmio | 0 – 4 | São Paulo                           | Estádio Olímpico, Porto Alegre, RS       |
|                       |        |       | França (2) , Carlos Miguel e Vagner | Árbitro: Luciano Augusto de Almeida (DF) |

## Maiores públicos
1. São Paulo 0–1 Grêmio, 95.106, 3 de maio de 1981, C.Brasileiro, Morumbi
2. Grêmio 2–1 São Paulo, 61.585 , 30 de abril de 1981, C.Brasileiro, Olímpico (53.388 pagantes)